# 木曽町 (町田市)
木曽町（きそまち）は、東京都町田市の地名。「丁目」の設定のない単独町名である。郵便番号は194-0033。

## 地理
町田市の中西部に位置する。数度の住居表示及び地番整理により、木曽東と本町田に囲まれた箇所のわずかな面積を残すのみとなった。

### 河川
- 境川 - 神奈川県相模原市との都県境付近を流れる。

### 旧字
現在の木曽町では字が廃止されているが、かつてはいくつかの字が存在していた。現在でも地区名や自治会の名称として使用されることがある。
- 以下は旧域を含む木曽の西部より記載する。

中里
現在の木曽中学校・木曽境川小学校がある地域。木曽中学校からは縄文時代の遺跡が見つかっている。現在は橋や緑道に名前が残っている。
上宿
旧府中大山街道・神奈川往還（旧町田街道）木曽宿の西端部であり、町田木曽西郵便局や木曽秋葉神社、都立町田総合高校が存在する地域である。現在の木曽西三丁目にあたり、町内会館や公園、路線バスの停留所に名前が残っている。
中央
木曽宿の中央部にあたる。旧家や広大な田畑が点在し、往時の風景が一部残っている。この地名の名残はない。
横町
木曽宿の東端で、府中大山街道と神奈川往還が二手に分かれる地域。覺圓坊（天台寺門宗）、木曽の一里塚、TSUTAYA町田木曽店が存在する。かつては「横丁」という表記だった。現在はバス停にのみ名前が残る。
松本
横町から現・町田街道を挟んで対面にある地域。傳重寺、町田病院、木曽金刀比羅神社などがある。三家と統合されたため地名は残っていない。
三家
明治時代に谷・日向谷（現在の木曽西五丁目の一部と山崎一丁目の全域、山崎町の一部にまたがる地域）が統合されたことにより誕生した字。戦後に松本を統合したが、現在は旧・松本の地域にのみ名前が残る。
境・境川
現在は境川団地が広がる地域。度重なる河川改修により対岸の相模原市淵野辺・古淵地区と境界変更が複数回行われている。境川幼稚園、木曽幼稚園、木曽八坂神社、境川クリーンセンターなどが存在する。

## 歴史
1183年（寿永二年）源頼朝と木曾義仲の和解の手段として、義仲の息子・義高が人質として鎌倉入りする際、当地に逗留して八幡を造営したと伝わる（木曽八幡）。相州矢倉沢往還の宿場として木曽宿が開かれる。その後も鎌倉街道山ノ道・滝山往還の宿場町として使われた。1617年（元和3年）には徳川家康の遺櫃が、駿河国久能山から下野国日光へ移される途上に木曽村を通過した（御尊櫃御成道）。櫃が通過した道はその後大山街道として整備され、現在の町田市域では木曽町と小野路町が宿場としての役割を果たすようになった。江戸時代には南地区、町田地区、鶴川地区（旧・金井村のみ）、忠生地区を総称して木曽郷と呼んだ。横浜開港後は、商品流通の道としても賑わった（絹の道）。

### 地名の由来
矢部八幡社の鐘の銘によると、鎌倉時代に信州より木曾氏が移り住んだことから木曽という地名が起こったという。しかしその鐘は現存していない。

### 沿革
- 1745年（延享二年） - 木曽村より根岸村が分立する。
- 1868年（明治元年） - 武蔵知県事と韮山県に分属とされた。その後同年末までに東京府となるものの、多摩地域が横浜に居住する外国人の遊歩区域であるとの神奈川県知事陸奥宗光の上申により神奈川県に移管される。
- 1873年（明治6年）5月1日 - 区番組制により第八区三番組となる。
- 1874年（明治7年）6月15日 - 大区小区制により、第八大区三小区となる。
- 1878年（明治11年）7月22日 - 郡区町村制施行。神奈川県南多摩郡木曽村となる。
- 1884年（明治17年）7月5日 - 連合戸長役場制により、5ヶ村連合（木曽村、上小山田村、図師村、山崎村、根岸村）の戸長役場が置かれる。
- 1889年（明治22年）4月1日 - 町村制施行。木曽村と上小山田村・下小山田村・図師村・山崎村・根岸村が合併し、南多摩郡忠生村大字木曽となる。
- 1893年（明治26年）4月1日 - 神奈川県のうち、西多摩郡、南多摩郡、北多摩郡を東京府に移管。東京府南多摩郡忠生村大字木曽となる。
- 1943年（昭和18年）7月1日 - 東京都制により、東京都南多摩郡忠生村大字木曽となる。
- 1957年（昭和32年）9月頃 - 忠生村大字木曽の一部（小字下矢部）が、大字下矢部として分立。
- 1958年（昭和33年）2月1日 - 町田町、忠生村、鶴川村、堺村の1町3村が対等合併し、市制施行。町田市木曽町となる。
- 1966年（昭和41年）7月1日 - 木曽町、原町田、本町田のそれぞれ一部で住居表示を実施、旭町一〜三丁目を新設。
- 1978年（昭和53年）6月9日 - 木曽町、山崎町、根岸町、図師町のそれぞれ一部より忠生一〜四丁目を新設。
- 2007年（平成19年）12月1日 - 木曽町、根岸町、山崎町、本町田のそれぞれ一部で住居表示を実施、木曽東一〜四丁目を新設。木曽町、根岸町、山崎町のそれぞれ一部で住居表示を実施、木曽西一、四〜五丁目を新設。木曽町の一部を森野四、六丁目に編入。
  - 森野六丁目は住居表示未実施のため、編入になった部分は町名のみ変更。
- 2010年（平成22年）12月1日 - 神奈川県相模原市と境界の一部を変更。
- 2012年（平成24年）2月18日 - 木曽町、根岸町の一部から木曽西二、三丁目を新設。

## 世帯数と人口
2018年（平成30年）1月1日現在の世帯数と人口は以下の通りである。
| 町丁   | 世帯数  | 人口  |
| ------ | ------- | ----- |
| 木曽町 | 149世帯 | 351人 |

## 小・中学校の学区
市立小・中学校に通う場合、学区は以下の通りとなる。
| 番地 | 小学校                 | 中学校                 |
| ---- | ---------------------- | ---------------------- |
| 全域 | 町田市立忠生第三小学校 | 町田市立町田第三中学校 |

## 交通

### 鉄道
小田急小田原線・JR横浜線の町田駅、もしくはJR横浜線の古淵駅が最寄り駅である。

### 路線バス
「滝の沢」バス停留所から神奈川中央交通の路線バスで町田バスセンター行き（一部便は町田ターミナル行き）、鶴川駅行き、淵野辺駅北口行き、橋本駅北口行き（一部便は多摩境駅経由）などがある。

### 道路
- 東京都道47号八王子町田線（町田街道）

## 施設

### 小売
- 業務スーパー 町田木曽店
- ウエルシア薬局 町田滝の沢店
- chocoZAP 町田木曽町店

### 飲食
- ドトール 珈琲農園 町田店
- 洋麺屋五右衛門 町田店

### 医療
- あいの耳鼻咽喉科
- こはら歯科医院
- ほねごり接骨院・はりきゅう院 町田滝の沢院

### 生活関連サービス
- 大蔵湯（銭湯）